# Prince George—Bulkley Valley
Pour les articles homonymes, voir Prince George.
Prince George—Bulkley Valley est une ancienne circonscription électorale fédérale de la Colombie-Britannique, représentée de 1979 à  2004.
La circonscription de Prince George—Bulkley Valley est créée en 1976 avec des parties de Prince George—Peace River, Skeena et Kamloops—Cariboo. Abolie en 2003, elle est redistribuée parmi Cariboo—Prince George, Skeena—Bulkley Valley, Prince George—Peace River et Kamloops—Thompson.

## Géographie
La circonscription de Prince George—Bulkley Valley comprenait:
- Essentiellement les zones rurales du nord de la Colombie-Britannique

## Députés
1. 1979-1988 — Lorne McCuish, PC
2. 1988-1993 — Brian L. Gardiner (en), NPD
3. 1993-2004 — Dick Harris, PR/AC et PCC

- AC  = Alliance canadienne
- NPD = Nouveau Parti démocratique
- PC = Parti progressiste-conservateur
- PCC = Parti conservateur du Canada
- PR = Parti réformiste du Canada